# White Desert
White Desert (lit. ‘desert blanc’) és un operador turístic britànic que organitza expedicions a l'Antàrtida. A 2021, era l'única empresa a oferir un servei de jet privat comercial al continent austral. El seu campament Whichaway Camp és sovint considerat el primer i únic hotel de l'Antàrtida.

## Història
Robyn i Patrick Woodhead, una parella d'exploradors polars britànics, van fundar l'empresa White Desert a Londres el desembre del 2005 amb l'objectiu de «fer l'Antàrtida accessible a tothom, no només als exploradors». El 2012, es va construir el campament Whichaway Camp a l'oasi Schirmacher, dotat de diverses cabines per a convidats, que contenen cadascuna dormitori, lavabo, menjador i una biblioteca i s'escalfen amb energia solar. El campament va ser renovat exhaustivament el 2016. Es preveu retirar-lo del tot quan s'acabi la seva vida útil.
Es transporten com a màxim dotze convidats per grup des de Ciutat del Cap (Sud-àfrica) fins al Whichaway Camp, el campament base principal situat a la Terra de la Reina Maud (Antàrtida), mitjançant diversos avions privats. Els vols aterren i s'enlairen a la pista Wolfs Fang, ubicada a la mateixa zona antàrtica. El 2017, l'explorador britànic Hamish Harding es va posar a treballar amb White Desert amb l'objectiu d'establir el primer servei regular d'avions de negocis a l'Antàrtida. El 2 de novembre del 2021, un HiFly Airbus A340-300 (9H-SOL) va aterrar a la pista Wolfs Fang Runway provinent de Ciutat del Cap, amb la qual cosa es va convertir en l'avió més gros a aterrar-hi i en el primer Airbus A340 a aterrar al continent.
A part de l'allotjament i els serveis d'hotel habituals, l'empresa ofereix als clients excursions a construccions pròximes, una visita guiada de la vida salvatge de la zona i un viatge al pol Sud. White Desert només està operativa del novembre al gener per la duresa del clima antàrtic durant la resta de l'any. Diverses publicacions han assenyalat l'estatus de luxe i l'exclusivitat de la companyia; a 2017, el preu per client oscil·lava entre uns 30.000$ i gairebé 200.000$. En una ressenya a Vogue, Nick Remsen va qualificar el servei de «extremadament car». Al seu torn, els fundadors van justificar els alts preus emparant-se en les despeses logístiques extraordinàriament altes del transport i l'allotjament dels hostes a l'Antàrtida.
L'empresa White Desert pertany a l'Associació Internacional d'Operadors Turístics de l'Antàrtida (anglès: International Association of Antarctica Tour Operators).

## Premis i reconeixements
White Desert ha rebut cinc vegades el premi World Travel Award al millor operador d'expedicions polars, primer el 2012 i després consecutivament tots els anys del 2014 al 2017. Elite Traveller va incloure l'empresa en la llista de les 50 millors aventures del 2017, com també Condé Nast Traveler en la llista de destins destacats del 2023.